# Kanton Saint-Étienne-du-Bois
Der Kanton Saint-Étienne-du-Bois ist ein französischer Wahlkreis im Département Ain in der Region Auvergne-Rhône-Alpes. Er umfasst 28 Gemeinden im Arrondissement Bourg-en-Bresse. Bei der landesweiten Neuordnung der französischen Kantone wurde er 2015 neu geschaffen.

## Gemeinden
Der Kanton besteht aus 26 Gemeinden mit insgesamt 22.946 Einwohnern (Stand: 1. Januar 2022) auf einer Gesamtfläche von 457,16 km²:
| Gemeinde                     | Einwohner 1. Januar 2022 | Fläche km² | Dichte Einw./km² | Code INSEE | Postleitzahl |
| ---------------------------- | ------------------------ | ---------- | ---------------- | ---------- | ------------ |
| Beaupont                     | 717                      | 14,07      | 51               | 01029      | 01270        |
| Bény                         | 769                      | 18,25      | 42               | 01038      | 01370        |
| Bohas-Meyriat-Rignat         | 951                      | 23,51      | 40               | 01245      | 01250        |
| Cize                         | 175                      | 4,52       | 39               | 01106      | 01250        |
| Coligny                      | 1.294                    | 16,87      | 77               | 01108      | 01270        |
| Cormoz                       | 704                      | 19,56      | 36               | 01124      | 01560        |
| Corveissiat                  | 587                      | 22,69      | 26               | 01125      | 01250        |
| Courmangoux                  | 513                      | 14,82      | 35               | 01127      | 01370        |
| Domsure                      | 540                      | 15,20      | 36               | 01147      | 01270        |
| Drom                         | 215                      | 7,78       | 28               | 01150      | 01250        |
| Grand-Corent                 | 186                      | 7,13       | 26               | 01177      | 01250        |
| Hautecourt-Romanèche         | 754                      | 21,60      | 35               | 01184      | 01250        |
| Jasseron                     | 1.900                    | 18,93      | 100              | 01195      | 01250        |
| Marboz                       | 2.262                    | 40,14      | 56               | 01232      | 01851        |
| Meillonnas                   | 1.383                    | 17,74      | 78               | 01241      | 01370        |
| Nivigne et Suran             | 822                      | 30,98      | 27               | 01095      | 01250        |
| Pirajoux                     | 400                      | 12,99      | 31               | 01296      | 01270        |
| Pouillat                     | 79                       | 6,23       | 13               | 01309      | 01250        |
| Ramasse                      | 332                      | 9,86       | 34               | 01317      | 01250        |
| Saint-Étienne-du-Bois        | 2.569                    | 28,38      | 91               | 01350      | 01370        |
| Salavre                      | 295                      | 7,77       | 38               | 01391      | 01270        |
| Simandre-sur-Suran           | 664                      | 16,30      | 41               | 01408      | 01250        |
| Val-Revermont                | 2.494                    | 45,42      | 55               | 01426      | 01370        |
| Verjon                       | 343                      | 5,11       | 67               | 01432      | 01270        |
| Villemotier                  | 607                      | 13,86      | 44               | 01445      | 01270        |
| Villereversure               | 1.391                    | 17,45      | 80               | 01447      | 01250        |
| Kanton Saint-Étienne-du-Bois | 22.946                   | 457,16     | 50               | 0118       | –            |

## Veränderungen im Gemeindebestand seit der landesweiten Neuordnung der Kantone
2017: Fusion Chavannes-sur-Suran und Germagnat → Nivigne et Suran
2016: Fusion Pressiat und Treffort-Cuisiat → Val-Revermont

## Politik
| Vertreter im Départementsrat | Vertreter im Départementsrat    | Vertreter im Départementsrat |
| Amtszeit                     | Namen                           | Partei                       |
| ---------------------------- | ------------------------------- | ---------------------------- |
| 2015–                        | Alain Chapuis Catherine Journet | UD                           |